# Peromyia seychellensis
Peromyia seychellensis är en tvåvingeart som först beskrevs av Jean-Jacques Kieffer 1911.  Peromyia seychellensis ingår i släktet Peromyia och familjen gallmyggor.
Artens utbredningsområde är Seychellerna. Inga underarter finns listade i Catalogue of Life.